# Musée du riz
Le musée du riz est situé entre Le Sambuc et Salin-de-Giraud (à environ 30 km d’Arles sur la route départementale 36 en direction des Port-Saint-Louis-du-Rhône).